# Cephalocoema alejandroi
Cephalocoema alejandroi is een rechtvleugelig insect uit de familie Proscopiidae. De wetenschappelijke naam van deze soort is voor het eerst geldig gepubliceerd in 2007 door Bentos-Pereira.